# Ланча Гамма
Ланча Гамма е вид седан купе на италианския производител Ланча, произвеждан в периода 1976 до 1984 година.

## История
Ланча Гамма е автомобил създаден да наследи седана Ланча 2000. През 1974 – 1975 се развива проектът Ланча Гамма. Марката обновява моделната си гама през 70-те години на XX век и с автомобила Гамма, моделът се връща към корените си. Името на модела е като на третия автомобил конструиран от Винченца Ланча. Конструирането на автомобила е ръководено от професор Антонио Фесиа, който е ръководител и при производството на Ланча Аппиа, Ланча Фулвиа и Ланча Флавиа. Върху автомобила са възложени големи надежди за пазарен успех. Въпреки че не са постигнати и са реализирани по-малко продажби, автомобилът е високо ценен заради качествата си.

### Представяне
Автомобилът е представен на 46-ото автомобилно изложение в Женева през 1976.

### Конструкция
Автомобилът използва технически детайли от Фиат и Ситроен. Разработен е проект за заимстване между италианските производители и легендарната френска марка. Ситроен ЦХ и Фиат 132 са автомобили със сходни характеристики и в конструктивно отношение изпълнени от инженерните отдели на трите компании. Ланча Гамма и Ситроен CX имат трапецовидна форма и печелят симпатии с иновативния си дизайн.

### Дизайн
Визията на различните версии на модела е дело на Пининфарина. По-късно в стила на Ланча Гамма, Пининфарина проектира за британския производител БМЦ модела 1800. Разположението на решетката и предните фарове е заимствано от Ланча Бета.

## Производство
До 1984 се произведени общо 22 054 автомобила.